# Anasazisaurus
Genre
Espèce
Anasazisaurus (« lézard des Anasazis ») vivait au Nouveau-Mexique (Kimbeto Arroyo) au Crétacé supérieur, il y a 74 millions d’années. C’est un genre de dinosaure ornithopode de la famille des Hadrosauridae, de la sous-famille des Hadrosaurinae. Il a été découvert en 1977 dans la formation de Kirtland. Il a d’abord été décrit comme un Kritosaurus par Jack Horner,. Anasazisaurus avait une courte crête sur crâne (plutôt une bosse).
Une seule espèce est connue : Anasazisaurus horneri,,.
- Son nom de genre a été donné d'après le peuple autochtone Anasazi
- Période : Crétacé (−145 Ma à −66 Ma)
- Taille : 10 m de long, 5 m de haut, 3 tonnes
- Habitat : Amérique du Nord
- Régime alimentaire : herbivore

## Inventaire des fossiles retrouvés
BYU 12950: un crâne partiel (90 cm)